# صدف پیرابند نواری
صدف پیرابند نواری (نام علمی: Austrolittorina antipodum) نام یک گونه از بلندشکم‌پایان است.